# 1165 Imprinetta
1165 Imprinetta је астероид главног астероидног појаса са пречником од приближно 48,82 .
Афел астероида је на удаљености од 3,790 астрономских јединица (АЈ) од Сунца, а перихел на 2,453 АЈ.
Ексцентрицитет орбите износи 0,214, инклинација (нагиб) орбите у односу на раван еклиптике 12,812 степени, а орбитални период износи 2015,001 дана (5,516 година).
Апсолутна магнитуда астероида је 10,30 а геометријски албедо 0,056.
Астероид је откривен 24. априла 1930. године.